# Terrance & Phillip lukam nélkül soha
A Terrance & Phillip lukam nélkül soha (Terrance and Phillip in Not Without My Anus) a South Park című amerikai animációs sorozat 14. része (a 2. évad 1. epizódja). Elsőként 1998. április 1-jén sugározták az Amerikai Egyesült Államokban. Az epizódban a két címszereplő Kanadát igyekszik megmenteni a diktátor Szaddám Huszeintől, miközben folyamatosan altesti poénokkal szórakoztatják egymást. Azonban a diktátor mellett egy másik ellenlábasuk is akad, a filmkritikus Scott személyében, aki rossz szemmel nézi a duó viccelődését. A forgatókönyvet Trey Parker és Matt Stone írta, a forgatókönyvíró Trisha Nixon segédletével.
Az epizódot Trey Parker és Matt Stone áprilisi tréfának szánta, hogy megvicceljék rajongóikat, mivel ők arra számítottak, hogy az előző rész, az első évad utolsó epizódja (Cartman mama piszkos múltja) után fény derül arra, ki Eric Cartman apja. A tréfa azonban számos rajongót felbőszített, a Comedy Central a bemutatót követő egy héten belül kétezernyi tiltakozó e-mailt kapott. A következő rész, a Cartman mama újabb sötét titka bemutatóját emiatt előbbre hozták, válaszul a tiltakozásokra. A Terrance & Phillip lukam nélkül soha összességében vegyes kritikákat kapott, egyesek nehezményezték a rajongók „becsapását”, míg mások ezt a lépést merész kockázatvállalásként dicsérték. A későbbi kritikák már kedvezőbbnek bizonyultak, az epizód körüli felháborodást a későbbiekben több South Park-epizódban is felidézték.

## Cselekmény
Az epizód legelején bejelentik, hogy a nézők négy hetet vártak arra, hogy kiderüljön, ki Eric Cartman apja. Erre azonban a kommentár szerint ezúttal nem kerül sor, mert ehelyett – áprilisi tréfaként – Terrance és Phillip műsora fog adásba kerülni.
A cselekmény egy bírósági tárgyalással kezdődik, melyben Terrance-t gyilkossággal vádolják, Phillip az ügyvéde és Scott, a kanadai páros esküdt ellensége képviseli a vádat (aki ki nem állhatja kettejük szellentéssel kapcsolatos tréfáit). Habár több bizonyíték is Terrance ellen szól (köztük egy kalapács, Terrance pólójának egy darabja, és egy haiku, melyben Terrance az áldozat megöléséről ír), Phillip pedig valódi védelem helyett csupán bélgázokkal kapcsolatos vicceket mutat be a bíróság előtt, Terrance-t felmentik a vád alól. Dühében Scott bosszút esküszik ellenük. Szaddám Huszein felkeresi Scott-ot, és üzletet ajánl neki: eltávolítja Terrance-t és Phillip-et Kanadából, cserébe Scott segít Szaddámnak és hadseregének bejutni az országba. Bár Scott gyanakszik kissé, de belemegy az egyezségbe. Ezután túszul ejtik Terrance és Céline Dion közös lányát, Sallyt, hogy Phillippel együtt Teheránba csalják őket.
Terrance és Phillip táviratban értesül az emberrablásról, és azonnal Teheránba utazik, ahol hamar megtalálják Sallyt. Hazatérve azonban szembesülniük kell azzal, hogy az iraki hadsereg megszállta Kanadát. Scott – miután rájön, mekkora hibát követett el, mivel Szaddám valójában el akarja foglalni a világot, melynek első lépése Kanada megszállása volt – meglátogatja Terrance-t és Phillipet és őket okolja az eseményekért. Azt javasolja nekik, egy öngyilkos merénylettel öljék meg az iraki csapatokat a közelgő rögbimeccsen, de ők jobb tervet eszelnek ki. Céline Dion immár Terrance-ék egyik barátjának, Rusnya Bobnak a partnere, akitől gyereket is vár (Bob szinte mindig papírzacskót hord a fején és az emberek felsikoltanak, ha meglátják, mert szerintük annyira ronda; bár egyáltalán nem különbözik a többi kanadaitól). Hogy megszilárdítsa hatalmát, Szaddám elrabolja Céline Diont és arra kényszeríti, hogy a meccs szünetében elénekelje az iraki himnuszt. A meccs során Szaddám bejelenti inváziós szándékait a nézőknek, majd Céline énekelni kezd. Ekkor azonban, Terrance és Phillip tervét követve, minden kanadai gázálarcot húz és egyszerre szellenteni kezd, melynek következtében Szaddám és emberei megfulladnak. Végül szabadságuk megünnepléseként a kanadaiak együtt eléneklik Kanada himnuszát.

## Produkció

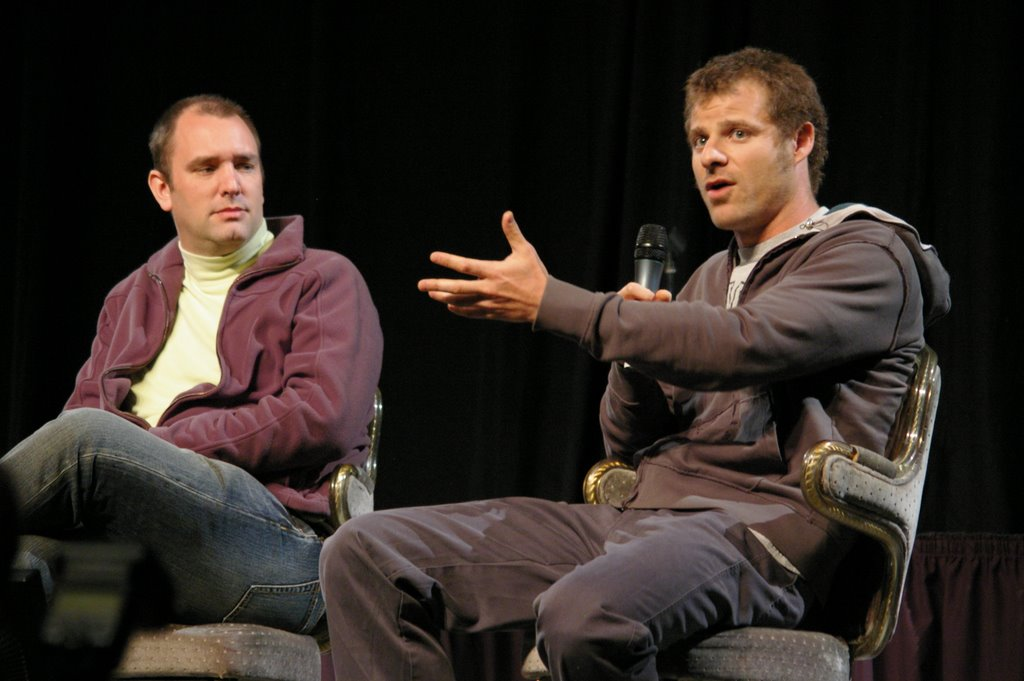
A South Park készítői, Trey Parker (balra) és Matt Stone közösen írták az epizód forgatókönyvét.

A Terrance & Phillip lukam nélkül soha forgatókönyvét Trey Parker, Matt Stone, illetve Trisha Nixon írta. A második évad első epizódja, egyben az első olyan rész, mely teljes egészében Terrance és Phillip alakjára összpontosít.

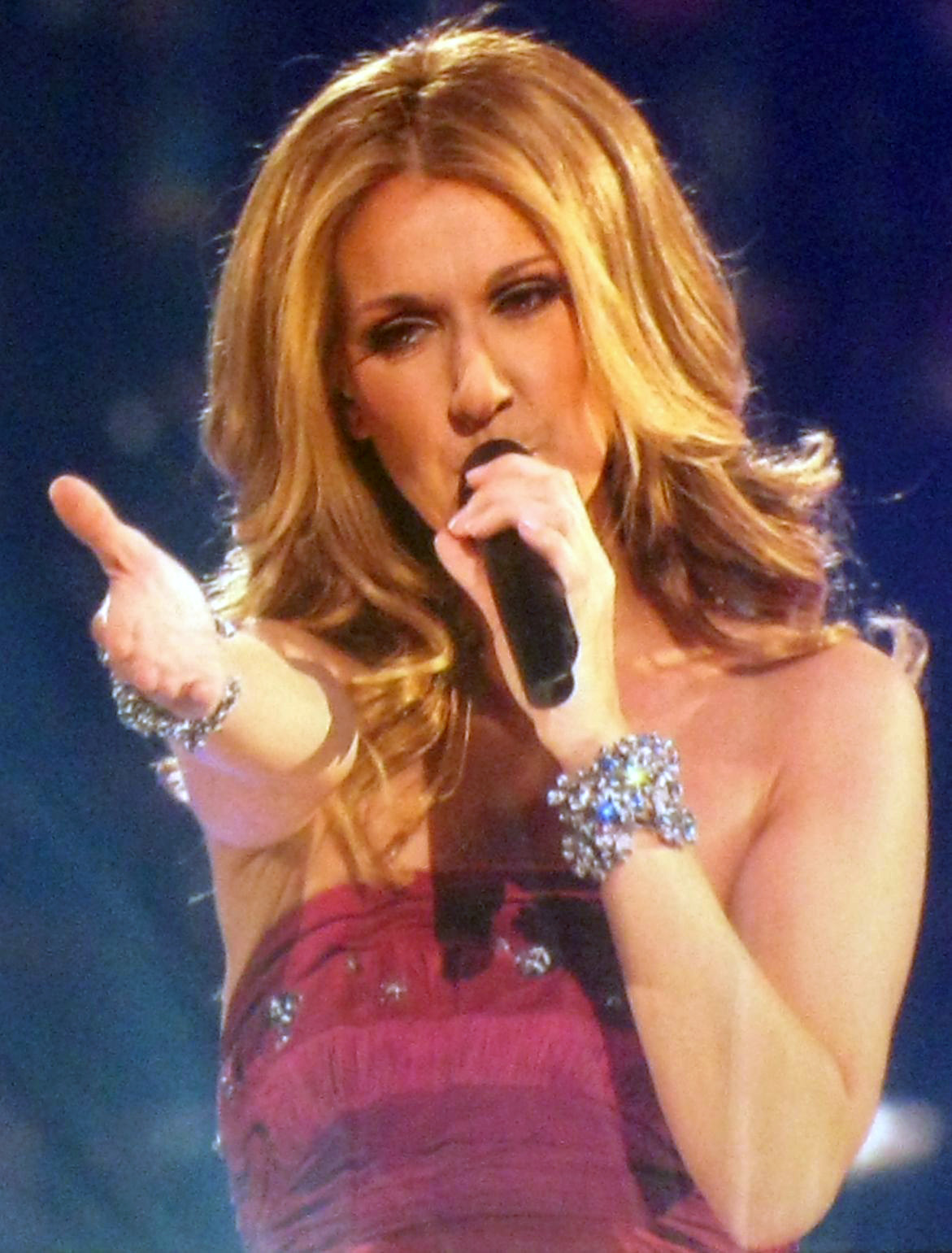
Céline Dion-t is kiparodizálják az epizódban

Az epizód, melyet elsőként 1998. április 1-jén mutattak be, áprilisi tréfa volt a South Park rajongói felé, akik izgatottan várták, hogy az előző évad végén, a Cartman mama piszkos múltja című részben függőben maradt kérdésre fény derüljön: ki Eric Cartman igazi apja. Ehelyett a készítők egy olyan részt mutattak be, melynek főszereplője Terrance és Phillip, Cartman apjának kilétére pedig nem történik lényegi utalás. Válaszul a feldühödött rajongók az eredeti sugárzást követően, egy hét leforgása alatt kétezer darab panaszos e-mailt küldtek a Comedy Centralnak, egyes hírek szerint pedig sok rajongó  még több, mint öt évvel a bemutató után is erősen nehezményezte a történteket. Matt Stone válaszul a rajongók negatív reakcióira a következőket nyilatkozta az Entertainment Weekly hasábjain: „Ha ennyire feldühödtök, mert nem tudjátok, ki egy papírból kivágott fiú apja, akkor tényleg valami komoly problémátok lehet”. A Comedy Central a tervek szerint 1998. május 20-án mutatta volna be a Cartman mama újabb sötét titka című epizódot (melyben kiderül Cartman apjának valódi kiléte), de a premiert jóval korábbra, 1998. április 22-re helyezték át, a rajongók dühödt visszajelzései miatt. Allan Johnson (Chicago Tribune) szerint a Comedy Central „meghunyászkodott” ezzel a döntésével.
Több kritikus megjegyezte az epizódra jellemző kegyetlen és vulgáris humort, mely még a South Park viszonylatában is jelentős: a The Sydney Morning Herald megállapította, hogy a mindössze huszonkét perces epizód huszonkilenc szellentéssel kapcsolatos poént tartalmaz A kanadai Global Television Network televíziós társaság nem találkozott az epizódra utaló panasszal a bemutatót követő hetekben. Claire Buckley  (Toronto Sun) szerint ennek az lehet az oka, hogy „a kanadaiak vagy élik a saját életüket vagy hálásak, ha az Egyesült Államok-beli televízióban akár csak megemlítik őket”.

## Fogadtatás
A kritikák megoszlottak Parker és Stone áprilisi tréfájával kapcsolatban. Diane Werts cikkében a következőket írja az esetről: „A rajongók fellázadtak. Néhányan ezután otthagyták a sorozatot és sosem tértek vissza. A tanulság: tegyetek eleget az elvárásainknak vagy később megbánjátok” Jim Minge (Omaha World-Herald) szerint a South Park rajongóit „becsapták” ezzel az epizóddal. Phillip Martin az Arkansas Democrat-Gazette-től, aki 1998 májusában azt nyilatkozta, hogy a South Park-jelenség „halott”, szánalomra méltónak nevezte az áprilisi tréfát, mely szerinte részben oka a sorozat nyilvánvaló hanyatlásának. Más kritikusok ugyanakkor dicsérték Parker és Stone kockázatvállalását, amiért fel merték dühíteni rajongóikat. Tim Clodfelter a Winston-Salem Journal lapjain azt írja: „Humoros és szellemes lépés volt ez, mely gyorsan elkülönítette egymástól azokat, akik tényleg megértik Parker és Stone humorát, azoktól, akik csak a vaskos poénok miatt nézik a sorozatot” Jon Casimir (The Sydney Morning Herald) szerint „örömteli a szórakoztatóipar világában, melyet a piackutatások és a közös nevezők uralnak, olyan műsort látni, amely nyilvánvalóan nem törődik azzal, hogy tetszik-e neked vagy sem”. Ugyanakkor Terrance és Phillip alakját túlzottan egydimenziósnak látta ahhoz, hogy különösebben viccesek legyenek, és hozzátette, hogy az áprilisi tréfa újdonsága az évek során, az ismétlések miatt elveszett.
Jakob Von Bayer szerint az epizód folytatta a South Park történetében hosszú múltra visszatekintő, Kanada sérelmére elkövetett humorizálást: „A South Park az évek során rengeteg tréfát követett el Kanada ellen... ez az epizód Kanadát egy Bob és Doug McKenzie-kel teli országként ábrázolja; Toronto csupán egy országút mellett fekvő város Buffalo felé menet.” 
A Terrance & Phillip lukam nélkül soha 2006-ban szerepelt a Winnipeg Free Press listáján, a tíz legemlékezetesebb Sout Park-epizód között. A Toronto Sun az epizódot az 1998-as év legemlékezetesebb televíziós pillanatai közé sorolta, 1998 áprilisának legemlékezetesebb pillanataként. Az epizód bemutatásának tréfája több későbbi South Park-részben visszaköszönt: a Rajzfilmek háborúja második része látszólag hasonló átveréssel kezdődik, de ezt a tényleges cselekmény bemutatása követi. Az ötödik évad Terrance és Phillip fingik egymásra című részében szintén utalnak a rajongók felháborodására, épp úgy, mint a 13. évad Punifingék című epizódjában.

## Médiamegjelenés
A Terrance & Phillip lukam nélkül soha videókazettán 1999. június 5-én jelent meg, különálló epizódként. A második évad többi epizódjával együtt 2003 júniusában jelentették meg először DVD-n.

## Fordítás
Ez a szócikk részben vagy egészben  a   Terrance and Phillip in Not Without My Anus című angol Wikipédia-szócikk ezen változatának fordításán alapul.  Az eredeti cikk szerkesztőit annak laptörténete sorolja fel. Ez a jelzés csupán a megfogalmazás eredetét és a szerzői jogokat jelzi, nem szolgál a cikkben szereplő információk forrásmegjelöléseként.